# Grigorij Mylnikow
Grigorij Michajłowicz Mylnikow (ros. Григорий Михайлович Мыльников, ur. 25 maja 1919 we wsi Jegorjewka w guberni woroneskiej (obecnie w obwodzie kurskim), zm. 26 września 1979 w Moskwie) – radziecki lotnik wojskowy, major, dwukrotny Bohater Związku Radzieckiego (1945).

## Życiorys
W 1938 skończył szkołę fabryczną w Woroneżu, pracował w fabryce syntetycznego kauczuku, od grudnia 1939 służył w Armii Czerwonej, w 1940 ukończył wojskową lotniczą szkołę pilotów w Borisoglebsku. Był lotnikiem rezerwowych pułków lotniczych w Moskiewskim Okręgu Wojskowym, uczestniczył w wojnie z Niemcami od sierpnia 1941 do lutego 1945 kolejno jako lotnik, dowódca klucza, zastępca dowódcy i dowódca eskadry 174 pułku lotnictwa szturmowego/15 gwardyjskiego pułku lotnictwa szturmowego 277 Dywizji Lotnictwa Szturmowego na Froncie Zachodnim (sierpień 1941), Briańskim (sierpień 1941), Leningradzkim (wrzesień 1941 - październik 1944) i 3 Białoruskim (październik 1944 - luty 1945). Brał udział m.in. w obronie Leningradu, operacji krasnoborskiej, przełamaniu blokady Leningradu, operacji krasnosielsko-ropszyńskiej, leningradzko-nowogrodzkiej, wyborskiej, narwskiej, tallińskiej i wschodniopruskiej. Podczas wojny wykonał 226 lotów bojowych samolotem Ił-2, dokonując nalotów na siłę żywą i technikę wroga. 21 lutego 1945 w Prusach Wschodnich został zestrzelony i ciężko ranny trafił do szpitala. Po wojnie, w listopadzie 1945 został zwolniony do rezerwy z powodu stanu zdrowia w stopniu majora. Jego imieniem nazwano ulicę w Kursku.

## Odznaczenia
- Złota Gwiazda Bohatera Związku Radzieckiego (dwukrotnie - 23 lutego 1945 i 19 kwietnia 1945)
- Order Lenina (23 lutego 1945)
- Order Czerwonego Sztandaru (trzykrotnie - 16 sierpnia 1942, 21 czerwca 1944 i 22 lutego 1945)
- Order Aleksandra Newskiego (24 marca 1943)
- Order Wojny Ojczyźnianej I klasy (12 września 1944)
- Order Czerwonej Gwiazdy (19 grudnia 1941)

I medale.